# Galleria Nazionale d'Arte Antica
La Gallerie Nazionali d'Arte Antica, o Galeria Nacional d'Art Antic, és una galeria d'art a Roma, Itàlia. La col·lecció és dividida en dues seus distants entre si, el Palau Barberini i el Palau Corsini.

## Els edificis
El Palau Barberini va ser dissenyat per al papa Urbà VIII per l'arquitecte italià Carlo Maderno (1556–1629) sobre l'antiga Vila Sforza. El sostre del saló central va ser decorat per Pietro da Cortona amb el panegíric visual de l'Al·legoria de la Divina Providència i del Poder Barberini per a glorificar la família Barberini.
Una larga remodelació de l'edifici va començar l'abril 2007,i per això les col·leccions es comprimeixen temporalment en unes poques sales.
El Palau Corsini, anteriorment conegut com a Palau Riario, és un palau del segle xv que va ser reconstruït al segle xviii per l'arquitecte Ferdinando Fuga per al cardenal Neri Maria Corsini. Al segle xvii va ser residència de Cristina de Suècia, després d'abdicar del tron i convertir-se al catolicisme.

## La Col·lecció
La col·lecció d'aquesta institució inclou obres de Gian Lorenzo Bernini, Caravaggio (Judith i Holofernes), Giovanni Baglione, Hans Holbein, Perugino, Nicolas Poussin, Giulio Romano, El Greco, Rafael (el famós retrat de La fornarina), Carlo Saraceni, Tiépolo, Tintoretto i Tiziano. Cal insistir que la col·lecció es divideix entre els dos palaus, si bé el gruix de les obres més conegudes es troba en el Palau Barberini.